# Neotherapsida
Los neoterápsidos (Neotherapsida) son un clado de terápsidos. Incluye a los anomodontes y otros teriodontes derivados, que incluye a los mamíferos.

## Distribución

### Pérmico
Durante el período Pérmico, neoterápsidos vivieron en Alemania, India, Madagascar, Nigeria, Sudáfrica, Tanzania, Reino Unido, Estados Unidos en Texas, y Zambia.

#### Pérmico tardío
Durante el Pérmico tardío, los neoterápsidos vivieron en Rusia.

### Triásico
Durante el Triásico, los neoterápsidos vivieron en Antártida, Argentina, Brasil, China, Alemania, Lesoto, Marruecos, Polonia, Rusia, Sudáfrica, Tanzania, y Estados Unidos en Arizona, Colorado, Nuevo México, Carolina del Norte, Texas, Utah, y Wyoming.

### Jurásico
Durante el Jurásico, los neoterápsidos vivieron en Lesoto.

### Cretácico
Durante el Cretácico, los neoterápsidos vivieron en Australia y Rusia.

## Clasificación
Neotherapsida fue clasificado como un subgrupo del clado Eutherapsida por J. A. Hopson in 1999.

### Taxonomía

#### Anomodontia

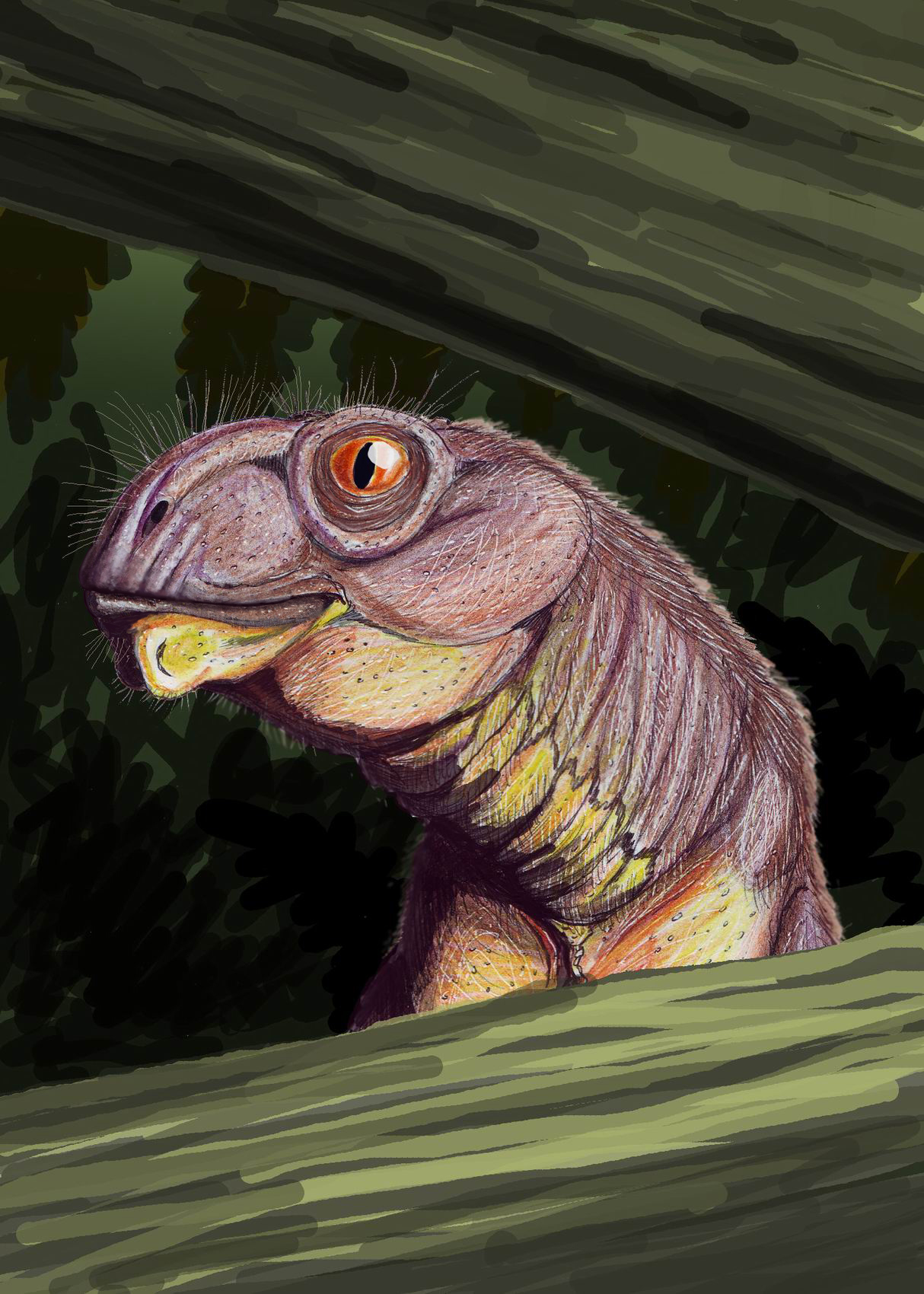
Otsheria, un anomodonto.

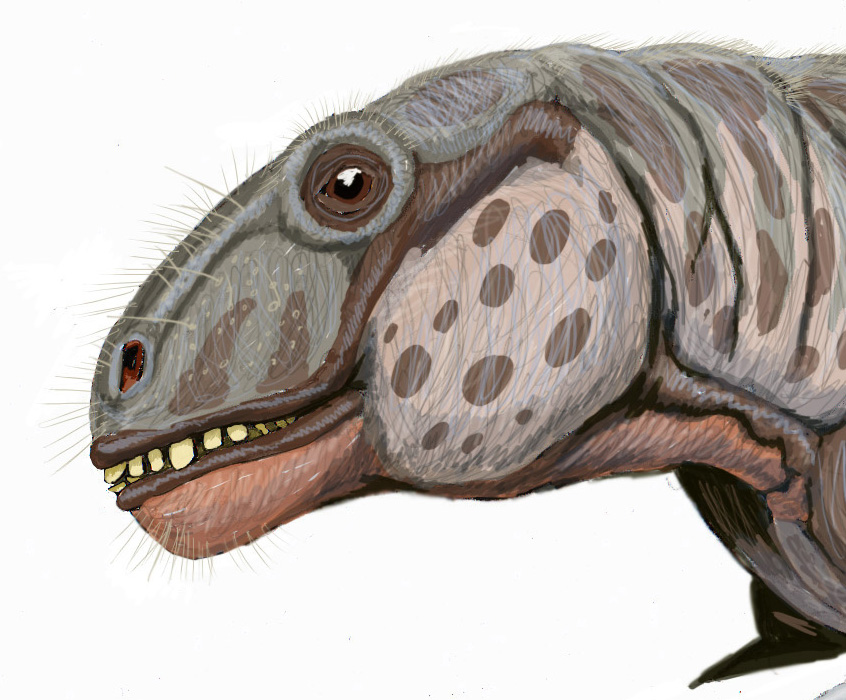
Anomocephalus

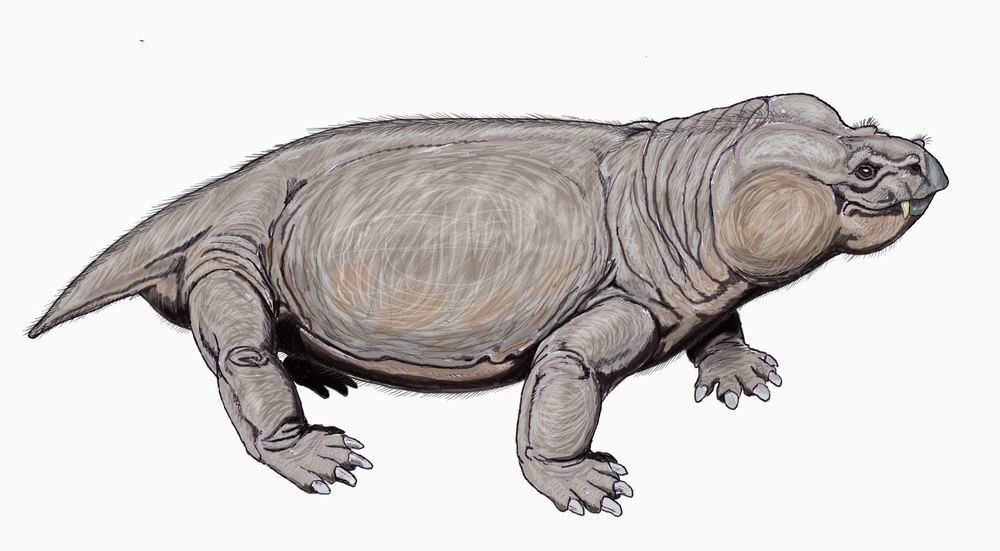
Aulacocephalodon

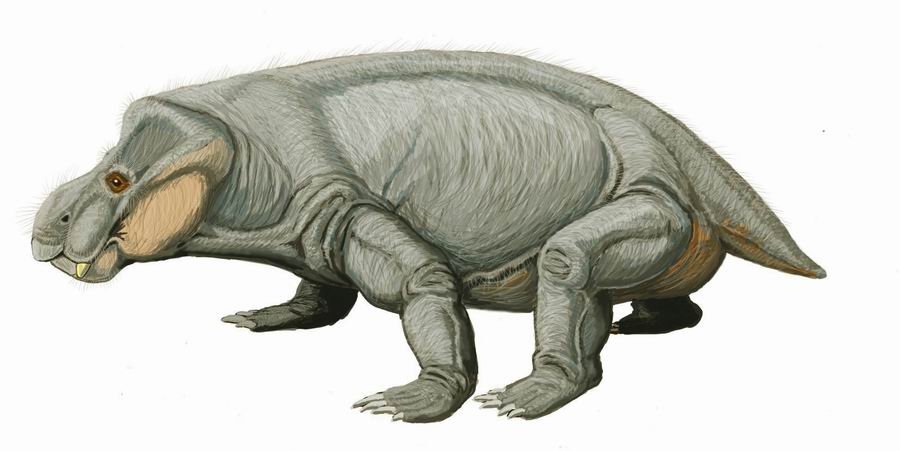
Kannemeyeria

- SUBORDEN ANOMODONTIA
  - (unranked)Venjukoviamorpha
    - Familia Otsheridae
    - Familia Venjukoviidae

  - Infraorden Dromasauria
    - Familia Galeopidae

  - Infraorden Dicynodontia
    - Familia Endothiodontidae
    - Familia Eodicynodontidae
    - Superfamilia Kingorioidea
      - Familia Kingoriidae

    - Diictodontia
      - Superfamilia Emydopoidea
        - Familia Cistecephalidae
        - Familia Emydopidae

      - Superfamilia Robertoidea
      - Familia Diictodontidae
      - Familia Robertiidae

    - Pristerodontia
      - Familia Aulacocephalodontidae
      - Familia Dicynodontidae
      - Familia Kannemeyeriidae
      - Familia Lystrosauridae
      - Familia Oudenodontidae
      - Familia Pristerodontidae
      - Familia Shansiodontidae
      - Familia Stahleckeriidae

#### Grupos deTheriodontia

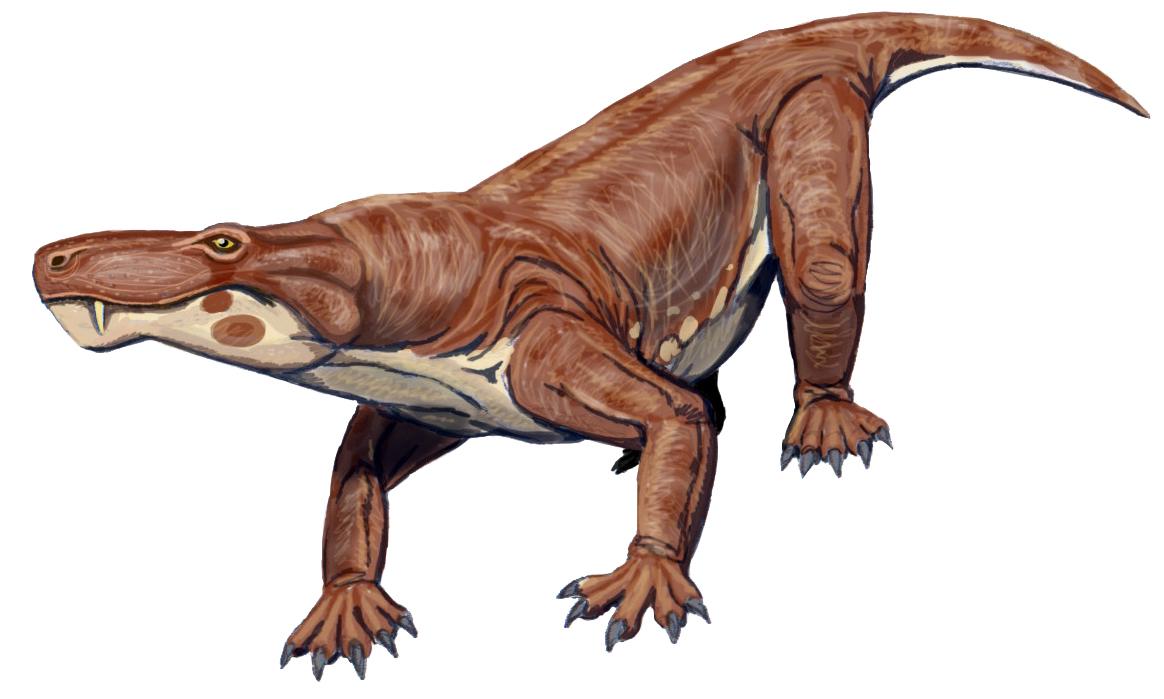
Scylacosaurus, un teriodonto.

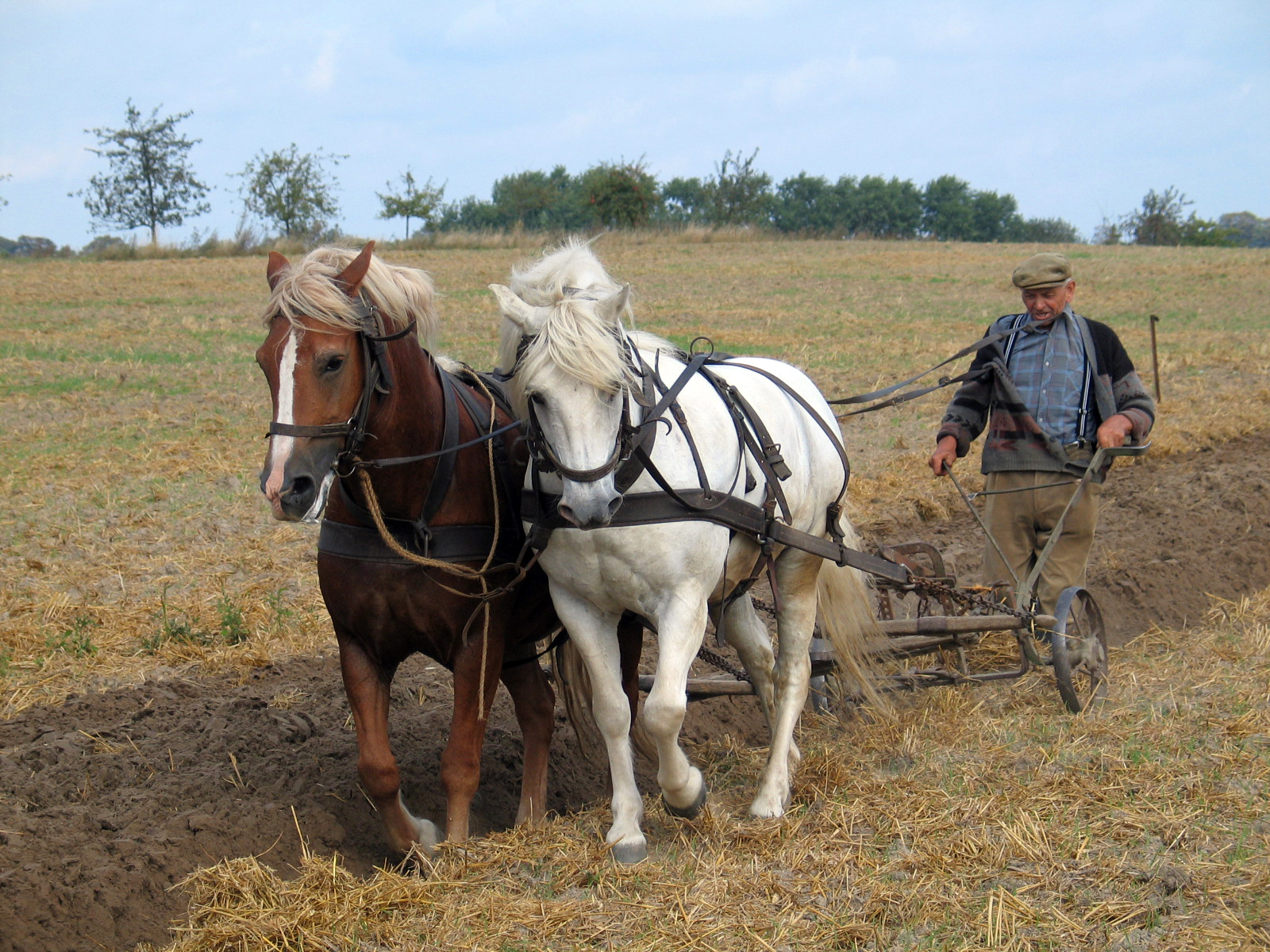
Los mamíferos, tal como los humanos y caballos, evolucionaron a partir de los teriodontos.

- Theriodontia
  - Gorgonopsia
  - Therocephalia
  - Cynodontia
    - Diviniidae
    - Mammalia
    - Procynosuchidae
    - Galesauridae
    - Thrinaxodontidae
    - Cynognathidae
    - Gomphodonts
    - Chiniquodontidae
    - Probainognathidae
    - Tritheledontidae (Ictidosauria)